# يوهيميروس
يوهيميروس القورينائي هو فيلسوف يوناني من أهل القرن الرابع قبل الميلاد.
أشهر آثاره كتاب «التاريخ المقدس»، وقد عقلن في هذا الكتاب الأساطير اليونانية، وهي النظرية المعروفة بـ «اليوهيمرية».

## روابط خارجية
- يوهيميروس على موقع الموسوعة البريطانية (الإنجليزية)